# Étang des Forges (Belfort)
L'étang des Forges est un plan d'eau d'une superficie de 30 hectares situé dans les communes de Belfort et Offemont. Avant d'être aménagé en étang par la construction d'un barrage, l'endroit était probablement une zone humide.
Comme son nom l'indique, l'étang a été établi pour servir de ressource en eau, pour le fonctionnement de forges situées à Belfort, aujourd'hui disparues. L'étang est alimenté par une prise d'eau sur la rivière Savoureuse, via un petit canal dénommé le canal du Martinet (du nom de l'outil de forge).
L'absence totale de vidange et d'entretien pendant de nombreuses années a entraîné un phénomène d'atterrissement (comblement progressif naturel). Une opération de désenvasement a été menée par la Communauté de l'Agglomération Belfortaine. Depuis avril 2009, l'étang est de nouveau en eau.

## Activités

### Tourisme

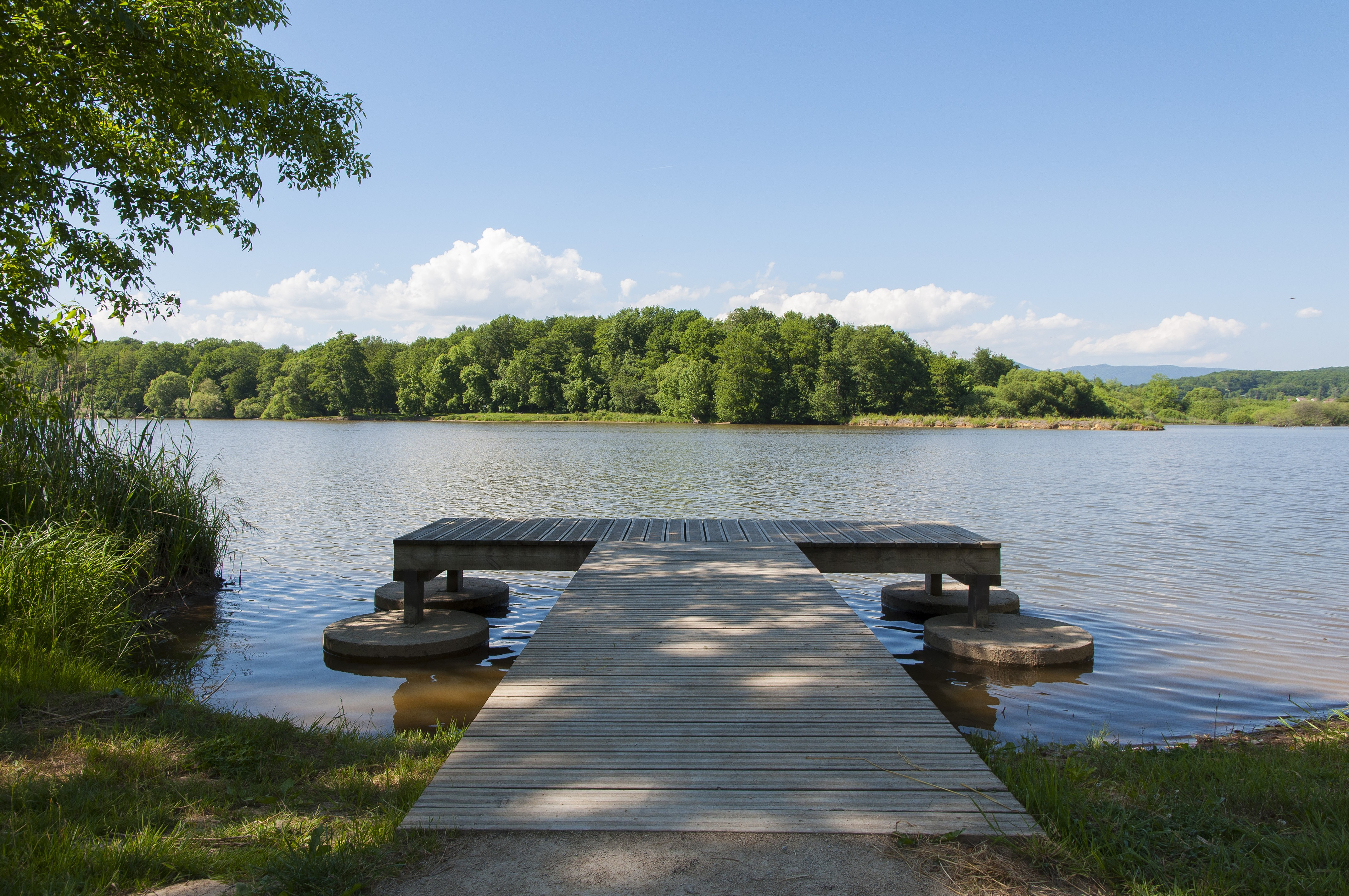
Ponton sur l'étang des Forges.

La base nautique propose des planches à voile et des voiliers pour les associations et les écoles.
De nombreux pêcheurs pratiquent leur activité sur les bords de l'étang des Forges.
Une promenade de quatre kilomètres est aménagée autour de l'étang. 

### Espace naturel

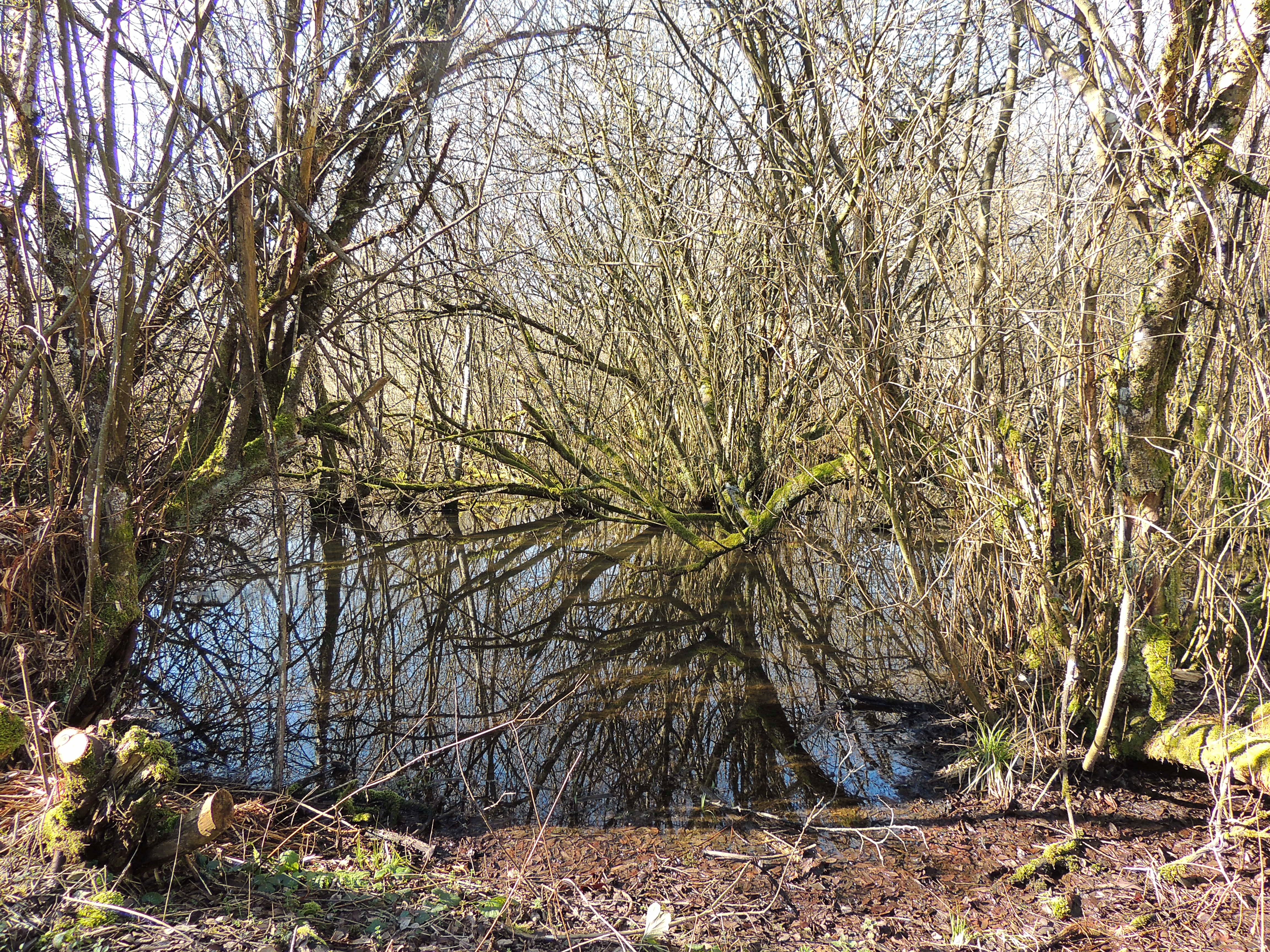
Boisements inondés, étang des Forges.

Le sentier dit de la Roselière, équipé de passerelles, traverse différents milieux : berges de l'étang, prés humides, boisements inondés.
Le site est une zone protégée, les chiens doivent notamment y être tenus en laisse, les engins motorisés y sont interdits et des aires de stationnement ont été créées de façon à empêcher que les véhicules puissent s'approcher des berges. 
Le site est équipé d'un petit observatoire de faune. À proximité, un nid de cigognes artificiel a été construit et un couple s'y reproduit régulièrement. De nombreuses espèces d'oiseaux peuvent y être observées, en particulier les Grèbes huppés, Foulques macroules, Canards colverts, Gallinules poule d'eau, Cygnes tuberculés, toutes espèces nicheuses. D'autres espèces de canards, certains ardéidés et laridés, sont également présents. Le site est réputé en Franche-Comté pour accueillir épisodiquement, lors des migrations ou des stationnements hivernaux, diverses espèces d'oiseaux peu communes (Plongeons, Harles, Goéland cendré, Grèbe à cou noir, Sterne pierregarin, Guifette noire, etc.).